# 檢控官 (加拿大)
檢控官（直译：官方受權人；在亞伯達省及紐賓士域省稱作）是加拿大法律體系中的檢控人員。
檢控官代表官方根據加拿大《刑事法典》及其他相關法規在刑事訴訟中承擔檢控的職責。根據《刑事法典》以外的聯邦法規（例如《受管制藥物與物質法令》、《入息稅法令》等）提起的刑事訴訟則通常（但不限於）由加拿大檢控署提起。加拿大檢控署還處理魁北克省和新伯倫瑞克省以外的大多數麻醉品案件。 這一角色與蘇格蘭的檢控官（procurator fiscal）、英格蘭及威爾斯的檢控官（crown prosecutor）以及美國的聯邦檢控官或地方檢控官有相似之處。檢控官不是選舉產生的。 他們屬於公務員，政府可以根據僱傭合約將他們免職。
雖然刑事法律的制定在加拿大屬於聯邦管轄範圍，但根據《刑事法典》的「釋義」（interpretation）部分，大多數刑事罪行的檢控（除育空地區、西北地區及努納武特地區之外）是省律政廳長及其副手的責任。因此，絕大多數檢控官受僱於加拿大的十個省。
為省政府處理民事及行政事務的律師不被稱為檢控官，而是稱為「官方律師」（crown counsel），儘管官方的刑事和民事律師通常都是向省律政廳或司法廳負責。為聯邦司法部工作的律師在庭上通常直接被稱為「官方」（the Crown），即使在民事事務中行事也是如此。此外，律師、見習律師及其他僅代表官方處理省級犯罪事務（例如市級執法和交通罪行）的人員被稱為「省級檢控員」（provincial prosecutor）或「省級罪行檢控人」（provincial offences attorney，簡稱POA）而不稱為檢控官。無論被起訴的事項是刑事罪行還是省級罪行，檢控官都代表官方參與辯論。在安大略省，每個司法區只有一名律政廳長任命的檢控官。檢控官負責監督地方一級的檢控，並在律政廳之外擁有一定程度的自治權。一名檢控官可與律政廳協商，聘請暫委檢控官（deputy crown attorney）及助理檢控官（assistant crown attorney）來進一步為官方檢控辦事處配備人員並起訴犯罪行為。在這方面，安大略省的檢控官制度類似於美國的地區檢控官和助理地區檢控官制度，這儘管屬於加拿大法律制度的範疇。
由於加拿大的檢控官並非選舉產生的，加拿大的檢察系統通常被認為比其他系統較少受到政治動機影響。